# (4088) Baggesen
(4088) Baggesen ist ein Asteroid des Hauptgürtels, der am 3. April 1986 vom dänischen Astronomen Poul Jensen am Brorfelde-Observatorium (IAU-Code 054) in der Nähe von Holbæk in der dänischen Region Sjælland entdeckt wurde.
Der Asteroid wurde am 20. März 2000 nach dem dänischen Schriftsteller und Anhänger der Aufklärung sowie der Französischen Revolution Jens Immanuel Baggesen (1764–1826) benannt.